# Mike Lapper
Michael Steven Lapper (Huntington Beach, 28 agosto 1970) è un allenatore di calcio ed ex calciatore statunitense, di ruolo difensore.

## Caratteristiche tecniche
Giocava come difensore, solitamente da libero.

## Carriera

### Club
Lapper giocò a livello giovanile con Joe-Max Moore nel North Huntington Beach Untouchables. Successivamente giocò nel calcio NCAA con gli UCLA Bruins dal 1988 al 1991; vinse con i Bruins il titolo nazionale del 1990. Sempre mentre era al college, giocò con i Los Angeles Heat nella Western Soccer League dal 1988 al 1989.
Nel 1994 si trasferì in Germania al Wolfsburg, allora militante nella Zweite Bundesliga, segnando una rete al suo debutto; la sua carriera nella seconda serie tedesca continuò fino all'esonero dell'allenatore Eckhard Krautzun. Gerd Roggensack, il tecnico scelto come sostituto, non fece più giocare Lapper, che si trasferì al Southend United; nel giugno 1997 fu assegnato ai Columbus Crew dalla Major League Soccer, e lì giocò fino al 2002, superando le cento presenze in campionato.

### Nazionale
Lapper debuttò con la Nazionale di calcio degli Stati Uniti il 7 aprile 1991 contro la Corea del Sud, partecipando alla vittoriosa campagna della Nazionale agli XI Giochi Panamericani e prendendo parte al torneo calcistico di Barcellona 1992 e alle Copa América di Ecuador 1993 e Uruguay 1995. In tutto conta 44 presenze e una rete segnata.

### Allenatore
Dopo il ritiro è stato assunto dai Columbus Crew's in qualità di direttore dello sviluppo del settore calcistico, mentre dal 2005 come vice allenatore della prima squadra.